# Ergisch

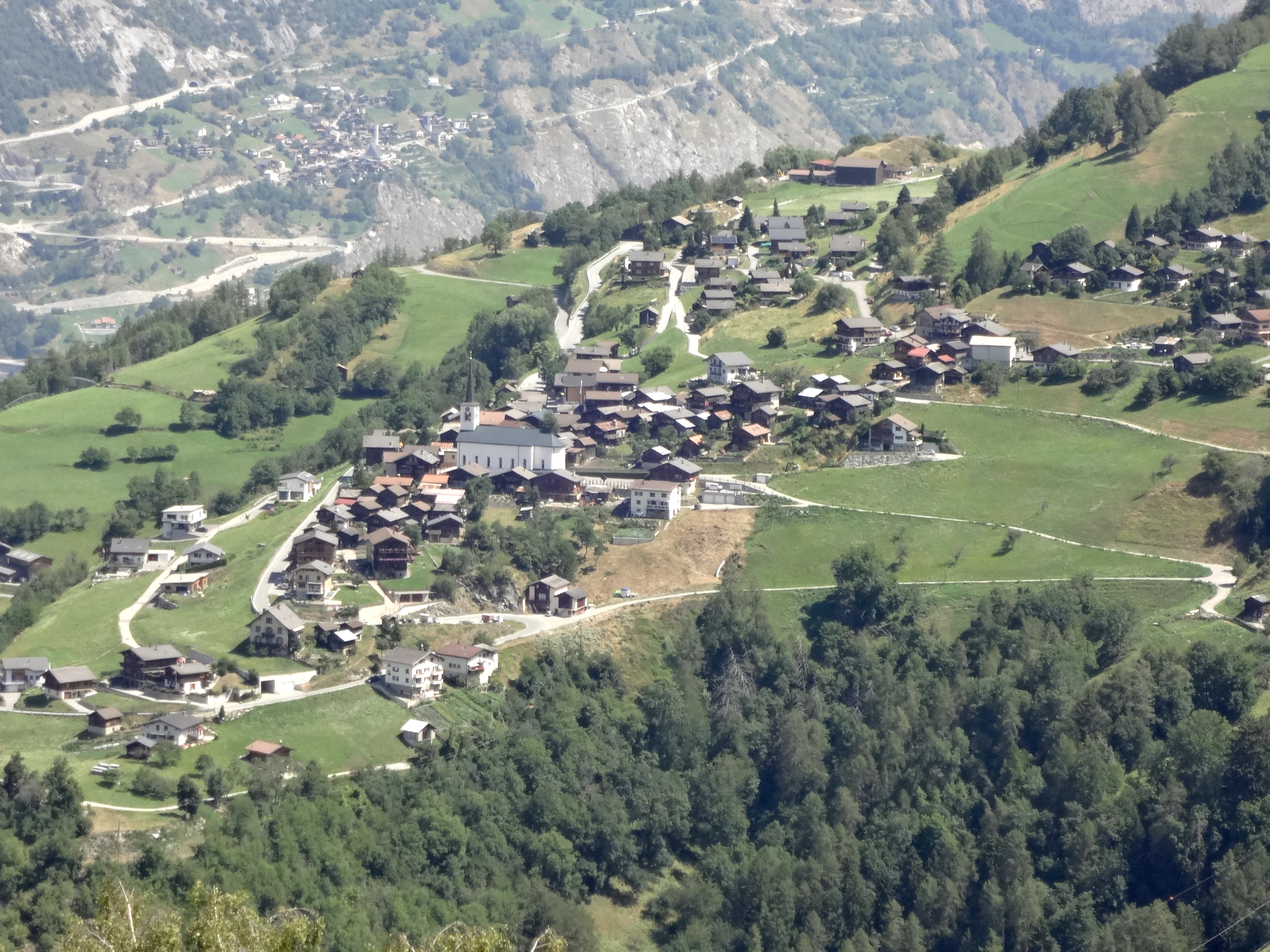
Ergisch aus Oberems

Ergisch (walliserdeutsch Äärgisch) ist eine Munizipalgemeinde und eine Burgergemeinde im Bezirk Leuk sowie eine Pfarrgemeinde des Dekanats Leuk im deutschsprachigen Teil des Schweizer Kantons Wallis.

## Lage
Ergisch liegt auf 1086 m ü. M. auf einer Terrasse knapp 500 m über dem Tal der Rhone, östlich des Ausgangs des von Süden kommenden Turtmanntals.

## Name
Kurz nach 1000 ist das Dorf als Argessa bezeugt.  Der Ortsname wird auf das keltische Adjektiv *argio- ‘glänzend, hell, weiss’ zurückgeführt, das sich mit dem vorlateinischen Zugehörigkeitssuffix *-is(s)a verband, und könnte sich auf das Vorkommen von Quarzit oberhalb des Dorfes bezogen haben.
Argessa ist auch der Name des im Dorf ansässigen Tambouren- und Pfeifervereines. Der Verein pflegt das traditionelle Spiel von Trommel und Pfeife in historischer Uniform, wie es ihre Ahnen, die Reisläufer, taten. Die Uniform wird in den Farben des Gemeindewappens (rot und blau) getragen.

## Bevölkerung
| Bevölkerungsentwicklung | Bevölkerungsentwicklung | Bevölkerungsentwicklung | Bevölkerungsentwicklung | Bevölkerungsentwicklung | Bevölkerungsentwicklung | Bevölkerungsentwicklung | Bevölkerungsentwicklung | Bevölkerungsentwicklung | Bevölkerungsentwicklung |
| ----------------------- | ----------------------- | ----------------------- | ----------------------- | ----------------------- | ----------------------- | ----------------------- | ----------------------- | ----------------------- | ----------------------- |
| Jahr                    | 1802                    | 1850                    | 1900                    | 1950                    | 2000                    | 2010                    | 2012                    | 2014                    | 2016                    |
| Einwohner               | 210                     | 270                     | 270                     | 247                     | 176                     | 188                     | 202                     | 189                     | 186                     |

## Persönlichkeiten
Ergisch ist die Burgergemeinde von Georges Bregy, dem ehemaligen Freistosskönig der Schweizer Fussball-WM-Mannschaft von 1994.